# Anzu (dinosaurus)
Anzu (podle mezopotámského opeřeného démona Anzu) byl rod teropodního oviraptorosaurního dinosaura, žijícího na území Severní Ameriky (Jižní Dakota) v období svrchní křídy (souvrství Hell Creek, asi před 66 miliony let). Fosilie velmi podobných (potenciálně identických) teropodů jsou známé také z kanadského souvrství Scollard.

## Popis

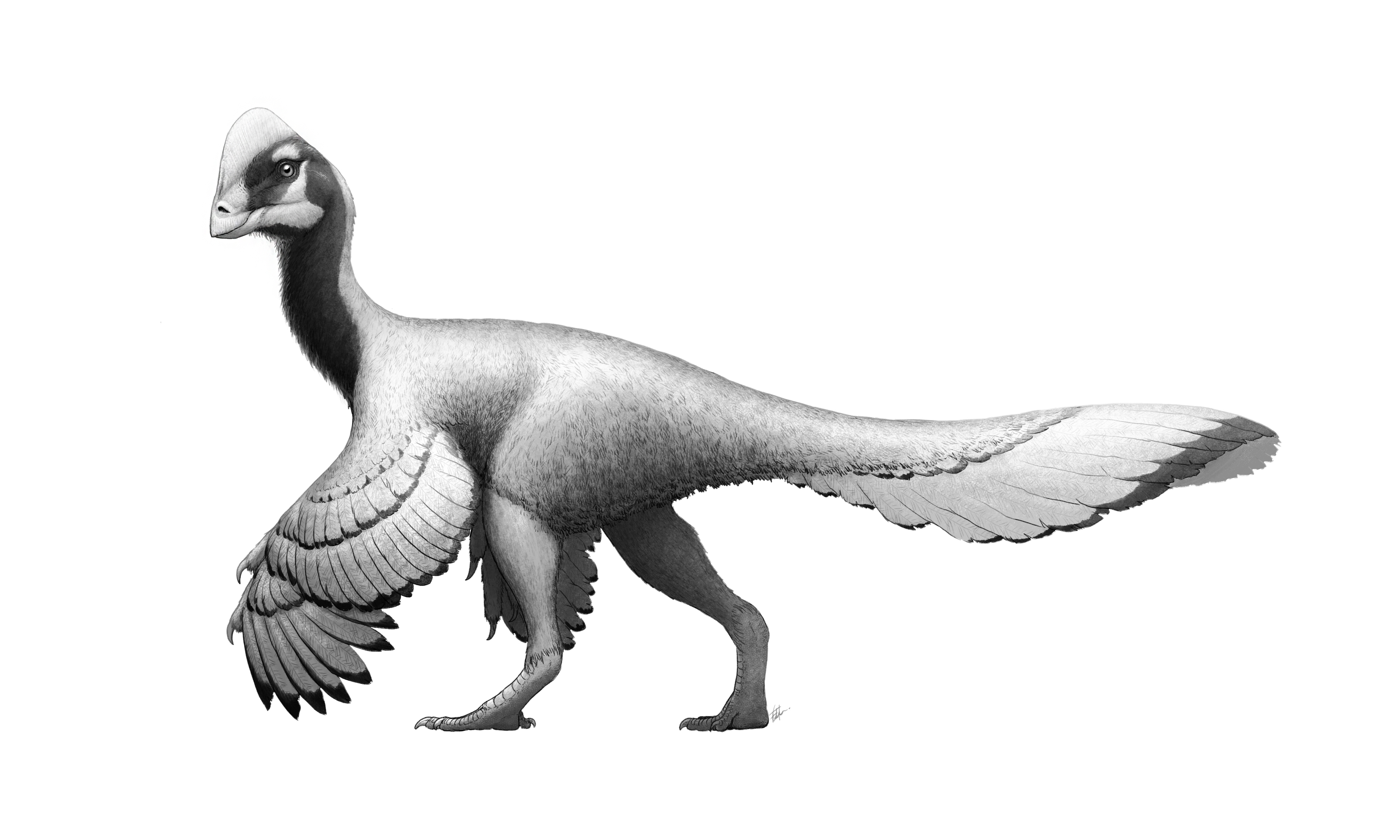
Umělecká rekonstrukce rodu Anzu

Charakteristikou tohoto rodu byla bezzubá lebka, výrazný lebeční hřeben, mohutné drápy a relativně dlouhé přední končetiny. Anzu byl zřejmě rychle se pohybující všežravec nebo býložravec, živící se rozmanitou živočišnou a rostlinnou potravou či vejci. Žil zřejmě podobně jako dnešní nelétaví ptáci ze skupiny běžců, například kasuár. Žil ve stejných ekosystémech jako slavní dinosauři rodu Tyrannosaurus nebo Triceratops.
Blízce příbuznými rody tohoto taxonu byly například Leptorhynchos, Caenagnathus a Caenagnathasia.
V roce 2021 byl oznámen objev metatarzálních kostí velkého oviraptorosaura v souvrství Hell Creek. Může se jednat o fosilie patřící rodu Anzu.

## Rozměry
Anzu patří k velkým zástupcům své skupiny, dosahoval délky kolem 3,75 metru a hmotnosti asi 250 kilogramů. Podle jiných výzkumů dosahovala hmotnost tohoto dinosaura rozmezí asi 216 až 280 kilogramů. Jeho hřbet se nacházel zhruba 1,5 metru nad zemí. Větším oviraptorosaurem už tak byl zřejmě jen obří asijský rod Gigantoraptor s hmotností kolem 2 tun.

## V populární kultuře
Anzu se objevuje například v textu knihy Poslední dny dinosaurů, kde je popisován jako opeřený, kasuárovi podobný teropod, sedící na svém hnízdě s vejci.